# Merliidae
Merliidae is een familie van sponsdieren uit de klasse van de Demospongiae (gewone sponzen). 

## Geslacht
- Merlia Kirkpatrick, 1908